# Ґустав фон Кар
Густав фон Кар (нім. Gustav Ritter von Kahr; 29 листопада 1862, Вайсенбург — 30 червня 1934, Дахау) — німецький політичний діяч.

## Життєпис
У 1917 очолив адміністрацію Верхньої Баварії. З 16 березня 1920 по 21 вересня 1921 року — прем'єр-міністр Баварії.
У вересні 1923 року, в розпал політичної та економічної кризи, викликаного наслідками Рурського конфлікту, Міністр-президент Баварії Кніллінг оголосив режим надзвичайного стану і призначив Густава фон Кара на пост генерального комісара Баварії, наділивши його майже диктаторськими повноваженнями. Подальші події в листопаді 1923 року вилилися в нацистський Пивний путч, в придушенні якого Кар взяв участь. 17 лютого 1924 року його повноваження генерального комісара Баварії закінчилися.
З 1924 по 1927 рік — голова Верховного суду Баварії.

## Смерть
Був ліквідований нацистами в ході подій «Ночі довгих ножів» за участь у придушенні Пивного путчу. Тіло знайдено в лісі поблизу Мюнхена, його зарубали до смерті, ймовірно, кирками.